# Coup double (série télévisée)
Pour les articles homonymes, voir Coup double.
Coup double (The Partners) est une série télévisée américaine en 20 épisodes de 25 minutes, créée par Don Adams et diffusée entre le 18 septembre 1971 et le 18 août 1972 sur le réseau NBC.
En France, la série a été diffusée à partir du 10 mars 1972 sur la deuxième chaîne de l'ORTF, puis sur Antenne 2 en 1986 et sur TF1, dans La Une est à vous, à la fin des années 1980.

## Synopsis
Créée par Don Adams après l'immense succès de Max la Menace, cette série met en scène les aventures loufoques de deux policiers inséparables.

## Distribution
- Don Adams : Détective Lennie Crooke
- Rupert Crosse : Détective George Robinson
- John Doucette : Capitaine Aaron William Andrews
- Robert Karvelas : Freddie Butler
- Dick Van Patten : Sergent Higgenbottom

## Épisodes
1. Récupération non récupérée (Here Come the Fuzz)
2. Abracadabra (Abra Cadaver)
3. Waterloo ou Napoléon ? (Waterloo at Napoleon)
4. In vino veritas (The Prisoner of Fender)
5. Lennie, la cible (Witness for the Execution)
6. Combien de carats dans un pamplemousse ? (How Many Carats in a Grapefruit?)
7. Fugues en 6.35 (To Catch a Crooke)
8. [Pas de titre français car non diffusé en France] (Requiem for a Godfather)
9. Appartement collectif (Have I Got an Apartment for You!)
10. Erreur sur la personne (Take my Wife, Please)
11. Jeux d'hypnose (Our Butler Didn't Do It)
12. Visages à surprise (New Faces)
13. [Pas de titre français car non diffusé en France] (North Is Now South)
14. [Pas de titre français car non diffusé en France] (Desperate Ours)
15. Héros malgré lui (Headlines for Higgenbottom)
16. Une magnifique perception (Magnificent Perception)
17. L'évasion (Two in a Pen)
18. [Titre français inconnu] (They Steal Cars, Don't They?)
19. Les trois font la paire (Two or False)
20. [Titre français inconnu] (The 217 in 402)

## Commentaires
- À l’origine, Godfrey Cambridge (La Folle mission du docteur Schaeffer, La Case de l’oncle Tom...) devait tenir le rôle de George Robinson. Rupert Crosse l’a remplacé. L’acteur venait d’être nommé aux Oscars pour son interprétation de Ned McCaslin dans Les Reivers, aux côtés de Steve McQueen[1].